# Албано-турецкие отношения
Дипломатические отношения между Республикой Албания и Турецкой Республикой официально установлены в 20-х годах XX века. Отношения между Албанией и Турцией традиционно являются дружественными из-за культурных и исторических факторов. Албания имеет посольство в Анкаре и генеральное консульство в Стамбуле. Турция имеет посольство в Тиране.
Обе страны с преимущественно мусульманским населением являются членами Организации Исламского Сотрудничества. Они также являются полноправными членами НАТО и Средиземноморского Союза. Обе страны являются кандидатами на вступление в Европейский Союз.
В Турции проживает около 1,3 миллиона граждан албанского происхождения, не утратившего культурных связей с Албанией. Существует также сильное турецкое меньшинство в Косово.

## Отношения
Многие албанцы, приняв ислам во времена Османской империи, служили турецким султанам. Албания была последней страной на Балканах, провозгласившей независимость от Османской империи 28 ноября 1912 года. Турция одной из первых признала независимость Албании. По состоянию на 2 февраля 2010 года граждане обеих стран могут пребывать на их территориях до 90 дней без визы.
В ноябре 2012 года албано-турецкие отношения испытали напряжённость после того, как Албания воздержалась при голосовании в ООН о предоставлении Палестине государственного статуса в организации. Премьер-министр Турции безуспешно пытался убедить правительство Албании проголосовать за предоставление статуса. Эрдоган сказал журналистам, что он лично позвонил президенту Сали Бериша и говорил с ним, что повлияло на позицию Албании, которая вместо запланированного голосования против, воздержалась.